# Orden de la Revolución de Saur
La Orden de la Revolución de Saur era una condecoración del Partido Democrático Popular de Afganistán y una de las más alta posible de la República Democrática de Afganistán. Su nombre conmemoraba la Revolución de Saur de abril de 1978.

## Reglamentación
La Orden de la Revolución de Abril fue establecida por un decreto del Presidium del Consejo Revolucionario como recompensa a un ciudadano afgano o extranjero por sus destacados logros en la Revolución, para proteger el territorio nacional, el fortalecimiento del nuevo sistema político y socioeconómico, el desarrollo de la amistad fraternal entre todas las nacionalidades, etnias y tribus del Estado, la cooperación internacional y la consolidación de la paz. Esta Orden también se entregaba automáticamente a los que recibían el título de Héroe de la República Democrática (aunque al tiempo fue reemplazada en esta función por la Orden del Sol de la Libertad).
Este premio no fue mencionado en la Ley de Premios del 24 de diciembre de 1980. Así, la Orden de la Revolución de Abril no era un honor estatal, sino del Partido.

## Modelos
Se entregaron dos modelos de la Orden, que difieren tanto en la placa como en la cinta.

### Primer modelo
La fabricación de la primera variante fue encargada por el presidente Nur Mohammad Taraki en una empresa en la Unión Soviética en 1979.
Consistía en una placa metálica rectangular de oro que llevaba el escudo del Estado (sobre fondo rojo). La parte posterior llevaba dos inscripciones en dari. En la parte superior había un anillo que la sujetaba a una cinta roja con tres rayas amarillas estrechas en el centro.
El escudo consistía en la palabra خلق (leído Jalq), que tanto en dari como en pashto significa «Pueblo», rodeada de una corona de espigas y en la parte superior una estrella y en la inferior una cinta con las inscripciones Dǝ S̠aur Enqelāb 1317 («La Revolución de Abril de 1978») y Dǝ Afġānistān Dimūkratīk Jumhūriyat («La República Democrática de Afganistán»).

### Segundo modelo
A causa de los problemas políticos que derivaron en la intervención soviética y la guerra civil, los símbolos nacionales fueron modificados en 1980 y se debió cambiar también el diseño de la Orden de la Revolución de Abril.
La nueva placa consistía en una gran estrella de cinco puntas de color rojo oscuro con flecos que sobresalen con rayos plateados. Dentro de la estrella había un círculo azul que llevaba el nuevo escudo en la parte superior, al centro dos banderas: la del Partido a la derecha y la del Estado a la izquierda (desplegadas en forma de «V»), y debajo la inscripción dorada, en persa, «Revolución de Abril». En la parte superior de la estrella había un anillo que enganchaba con la cinta roja con siete franjas estrechas de color verde.

## Condecorados
Entre los condecorados con la Orden de la Revolución de Abril están los afganos Babrak Karmal, Said Mohammad Gulabzoi y Abdul Rashid Dostum y los soviéticos Serguéi Ajroméyev, Serguéi Sokolov y Valentín Varénnikov.